# 中国共产党靖州苗族侗族自治县委员会
中国共产党靖州苗族侗族自治县委员会（简称中共靖州苗族侗族自治县委）是中国共产党在湖南省怀化市靖州苗族侗族自治县的领导机关。

## 沿革

### 反腐败工作
2024年5月10日，张远松涉嫌“严重违纪违法”接受湖湖南省纪委监委纪律审查和监察调查。11月2日，张远松遭到开除党籍开除公职（双开）处分，随后遭到逮捕。

## 职责
根据《中国共产党地方委员会工作条例》，中国共产党地方委员会主要实行政治、思想和组织领导，承担下列职能：
1. 对本地区重大问题作出决策。
2. 通过法定程序使党组织的主张成为地方性法规、地方政府规章或者其他政令。
3. 加强对本地区宣传思想文化工作的领导，牢牢掌握意识形态工作领导权、话语权。
4. 按照干部管理权限任免和管理干部，向地方国家机关、政协组织、人民团体、国有企事业单位等推荐重要干部。
5. 支持和保证人大、政府、政协、法院、检察院、人民团体等依法依章程独立负责、协调一致地开展工作，发挥这些组织中党组的领导核心作用。
6. 加强对本地区群团工作和统一战线工作的领导。
7. 动员、组织所属党组织和广大党员，团结带领群众实现党的目标任务。

## 历任书记
| 姓名   | 就任日期   | 卸任日期   | 备注  |
| ------ | ---------- | ---------- | ----- |
| 蒲学联 | 2006年6月  | 2008年11月 |       |
| 张干太 | 2008年12月 | 2013年4月  | [ 5 ] |
| 钦代寿 | 2013年3月  | 2015年11月 | [ 6 ] |
| 张远松 | 2015年12月 | 2021年9月  | [ 7 ] |
| 田连钊 | 2021年7月  | 2024年6月  | [ 8 ] |
| 黄忆钢 | 2024年6月  |            | [ 9 ] |